# Barcelona (Ecuador)
La Comuna Barcelona se localiza en la parroquia Manglaralto (Ecuador) a 10 minutos de la población de Valdivia en la vía Guayaquil – Manglaralto, se encuentra en aproximadamente a 200 km de Guayaquil. Limita al norte con la comuna Dos mangas, al sur y al este con la comuna de Loma Alta, y al oeste con Pajiza atravesando Sitio Nuevo. La extensión total de la comuna es de 1800 hectáreas, la altitud oscila desde la parte más baja del centro del poblado de 33 m s. n. m. hasta 400 m s. n. m. en el cerro San Martín. Tiene una población aproximada de 3987 habitantes. Es conocida por la producción de la Paja Toquilla, éste tejido que se produce en provincias como Manabí y Santa Elena, fue reconocida por la Unesco como Patrimonio Cultural Inmaterial de la Humanidad en el 2012. Por ello el presidente Rafael Correa la bautizó como la «Capital toquillera del Ecuador».

## Historia
La comuna Barcelona fue fundada el 22 de febrero de 1938 bajo el acuerdo ejecutivo 179 ratificado mediante el acuerdo ministerial 126 del 25 de abril de 2001
Barcelona-Manglaralto-Santa Elena, por el Ministerio de Agricultura, Ganadería, Acuacultura y Pesca (Magap). Los primeros pobladores llegaron desde Colonche alrededor de 1890 entre estos estuvieron las familias Santiana, Pincay, Quirumbay y Tomalá, motivados porque este lugar era una zona muy fructífera para caza, pesca y agricultura. Antes se llamaba Pasaje  -recuerda el presidente comunal-, pero los antiguos cuentan que llegó  un forastero llamado Luis Fornell, un comerciante catalán que vino desde su país y se estableció en el pueblo. Él fue quien bautizó a este poblado con ese nombre. De generación en generación, los agricultores de Barcelona han heredado parcelas de entre una y diez hectáreas de toquillales. Y  para cuidar el ecosistema se comprometieron a no talar otras especies, como el guayacán y la tagua.

## Producción de Paja Toquilla
El uso de la paja toquilla (Cardulovica palmata) estuvo vinculado, a más de estos tocados, con la fabricación de la cestería como lo demuestra improntas encontradas en Charapotó, en donde también se han hallado vestigios del uso de la paja toquilla en la elaboración de la quincha (o enquinche) para la construcción de las paredes. Esta novedad en el tejido se extendió a través de los años y no murió ni con la llegada de la conquista. Por ello el manejo de la paja cada vez se fue perfeccionando hasta que elaboraron tejidos muy finos a los que se les podía doblar y guardar en los bolsillos. El producto que más se demanda es el sombrero panamá o de paja toquilla, cuya producción se destina 10% al mercado local, y el restante 90% al mercado mundial, de acuerdo al Banco Central del Ecuador.

## Reserva Ecológica
La comuna Barcelona está constituida al plan de conservación de la Cordillera Chongón-Colonche con la asistencia de la Fundación Natura a partir del año 2005. Tiene un bosque secundario en lapso de recuperación, en la parte montañosa existen 850 has de cultivo de paja toquilla entre las especies
maderables que se pueden hallar esta guayacán, laurel, cedro, pechiche, sangre de gallina, balsa, tagua, jigua, Figueroa el resto son árboles frutales.
Esta zona está clasificada como: Bosque de neblina montañoso bajo, Bosque siempre verde, Bosque siempre verde de tierras bajas, Bosque semicaduco. 
Sabana arbustiva. Se encuentra el río Valdivia que nace desde el río California, de la comuna Loma Alta, el río Cadecito se encuentra localizado al oeste de la comuna, el río las Balsas es un afluyente de la comuna Atravesado, el río Naranja nace del estero del mismo nombre, los dos ríos se ubican al oeste del pueblo.